# Trinity (nukleáris teszt)

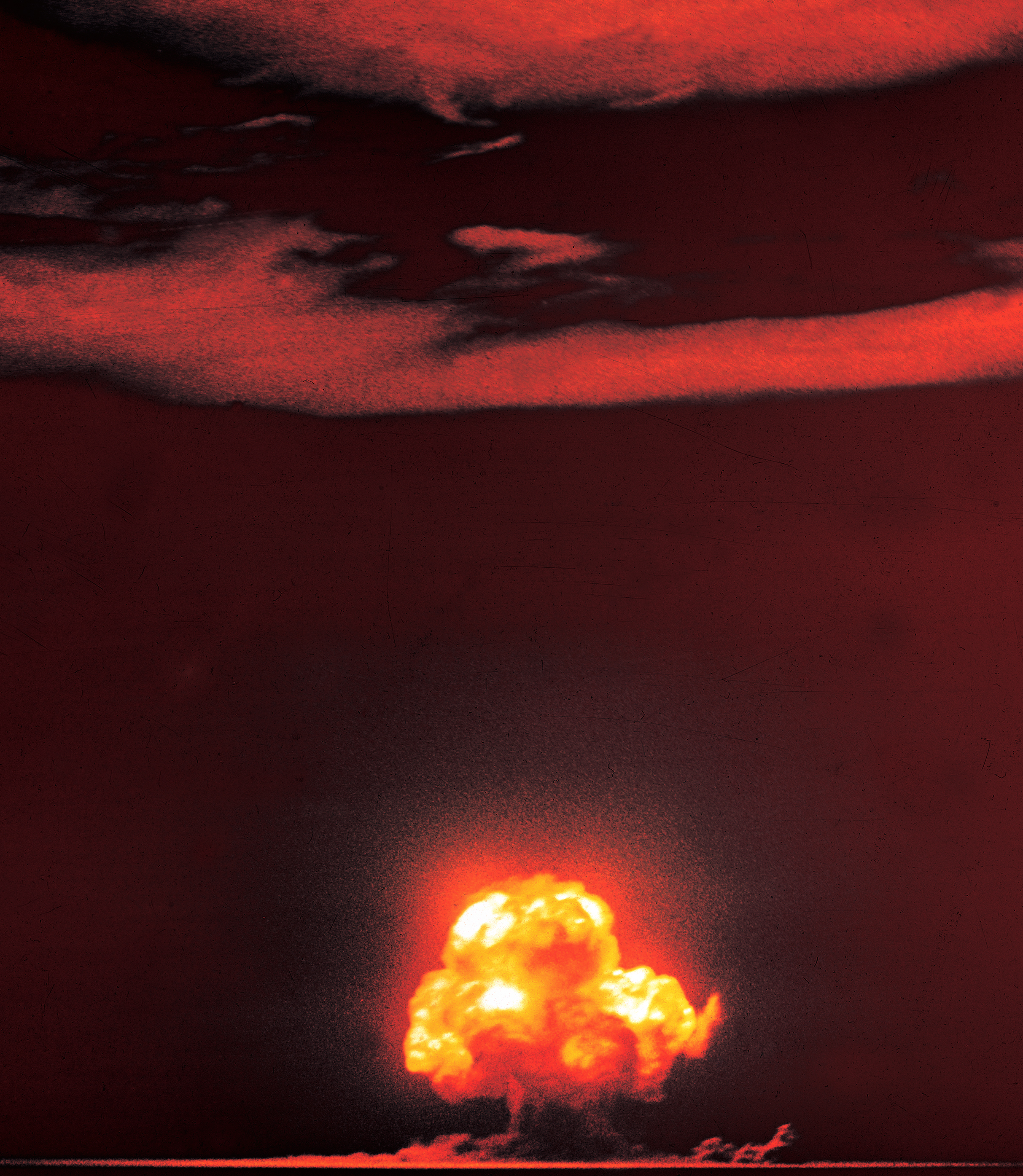
A Trinity nukleáris teszt kialakulóban lévő gombafelhője röviddel a robbanás után (Fotó: Jack W. Aeby)

Trinity volt a neve az Egyesült Államok első nukleárisfegyver-tesztjének, amit 1945. július 16-án hajtottak végre. A teszt helyszíne a Jornada del Muerto sivatagban volt, 56 kilométerre délkeletre az új-mexikói Socorrotól a White Sands kísérleti bázison. A teszt időpontját rendszerint az atomkorszak kezdetének tekintik.
A Trinity egy implóziós-szerkezetű plutóniumbomba volt. Az 1945. augusztus 9-én, Nagaszaki fölött felrobbantott Fat Man bomba is ezzel a lényegi kivitelezéssel készült. A Trinity detonációja 20 kilotonna TNT felrobbantásának megfelelő energiát eredményezett.

## A bomba

Az ábra egy implóziós szerkezet alsó felét mutatja be, hasonlót ahhoz, amilyet a Trinity teszten is használtak. A neutronforrás a középpontban található, ezt a plutónium mag veszi körül. A magon kívül kap helyet az úgynevezett tolóka és a robbanó lencsék

Az előrobbanás jelensége. A láncreakció már az érintkezés előtt megindul, a részek a detonáció következtében szétrepülnek, és a robbanás leáll

A szerkezet a "The gadget" ("A szerkentyű") kódnevet kapta. A név onnan ered, hogy a fegyver nem volt bevethető, valamint kémkedéstől tartva a projekt során kerülték a leleplező jellegű bomba szó használatát.
Egy szubkritikus tömegű plutónium gömböt helyeztek egy nagyobb, robbanószert tartalmazó üreges gömb középpontjába. A robbanószerekből álló burok felületén elhelyezett számos detonátor egyidőben történő aktiválásával erőteljes, befelé irányuló robbanás keletkezett, ami a plutónium magot összenyomva annak sűrűségét megnövelte, ezáltal szuperkritikus állapotot, következésképpen nukleáris robbanást eredményezett.
Az eredeti elgondolás a Hirosimára ledobott Little Boy uránt tartalmazó bomba szerkezetéhez hasonló volt, amiben két, szubkritikus tömeget lőnek egymásba. Azonban ez a kivitelezés plutónium esetében (Thin Man), mint kiderült, nem használható, ugyanis a tömegtermeléses módszerrel előállított plutónium egyik sajátossága, hogy elegendő mennyiségű neutront termel, ami valószínűsíti az idő előtti alacsony hozamú robbanás kialakulását.
Következésképpen a Fat Man néven ismertté vált implózió alapú konstrukciót választották. Megemlítendő, hogy sem a gadget, sem a Nagaszakira ledobott Fat Man szigorú értelemben véve nem Fat Man típusú fegyverek, ugyanis ez a típusú tervezés egy némileg módosított változatot jelentett annak érdekében, hogy a bombákat nagyobb számban is elő tudják állítani; ezzel ellentétben az illető két bomba egyszeri prototípus volt.
A szerkezetet a Trinity telephelyen robbantották fel Alamogordo (Új-Mexikó) közelében. A bombát a teszt előtt egy 30 méter magas bombatorony tetején helyezték el.

## A projekt elnevezése
Az atomfegyver kifejlesztése a legteljesebb titoktartás alatt folyt. Robert Oppenheimer, amikor megkérdezték, mi legyen a kísérlet kódneve, hirtelen John Donne angol reneszánsz költő 14. szent szonettje jutott az eszébe, és kibökte: „Szentháromság”. (A vers kezdősora: Batter my heart, three-person'd God ; for you As yet but knock ; breathe, shine, and seek to mend ; azaz "Döngesd szívem, Szentháromság, ne csak kopogtass; védj, sugallj, ne csak ragyogj;")

## A teszt helyszíne

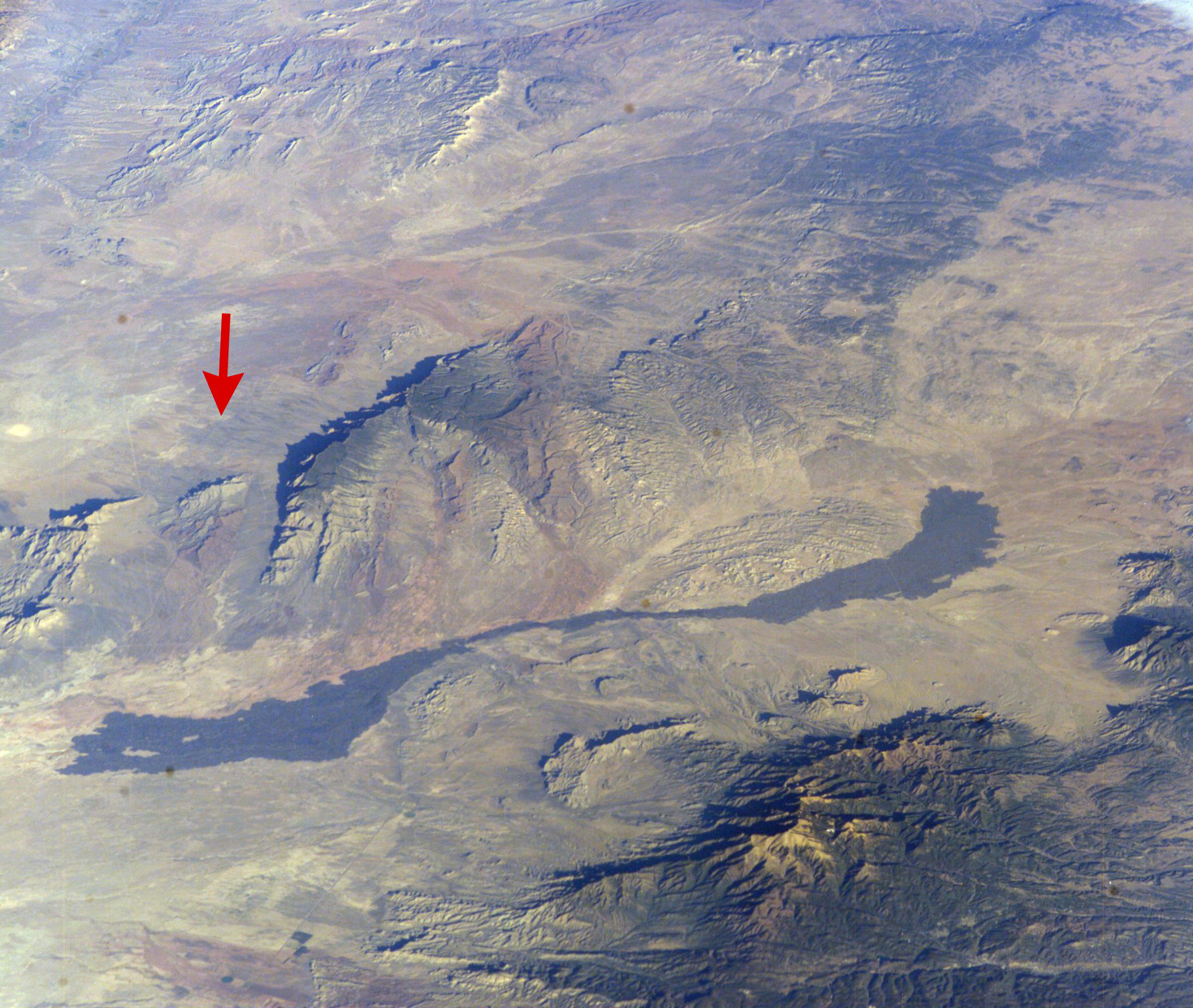
A Trinity teszt helyszíne (vörös nyíl)

A projekt vezetői nyolc számításba jöhető helyszín közül kellett válasszanak, többek között a San Nicolas-sziget (Kalifornia), Padre-sziget (Texas), San Luis-völgy, El Malpais Nemzeti Természetvédelmi Terület és egyéb új-mexikói területek közül. A legmegfelelőbb helyszínnek a kaliforniai Rice melletti katonai bázis tűnt a Mojave-sivatagban, azonban Leslie Groves tábornok, a projekt katonai vezetőjének hatására elutasították, mivel nem akart bárminemű kapcsolatba kerülni a bázis vezetőjével, George S. Patton tábornokkal. A végül kiválasztott helyszín a White Sands Rakétakísérleti Telep északi részére esett, Socorro megyében, Carrizozo és San Antonio városok között, az Egyesült Államok délnyugati részén. 1944 őszén katonák érkeztek a területre és megkezdték az előkészítő munkálatokat. Marvin Davis őrmester és katonai rendőrsége 1944. december 30-án érkeztek Los Alamosból. Ez az egység kezdeti ellenőrző pontokat állított fel a terület körül. Az őrjáratokat kezdetben lovas egységekkel akarták megoldani, azonban a távolságok túl nagynak bizonyultak, ezért végül terepjárókat és teherautókat használtak szállításra. Két bunkert állítottak fel a teszt megfigyelésére, 16, illetve 27 kilométer távolságokra a robbanás pontjától.

## Előkészületek
Május 7-én a műszerek kalibrálása céljából egy teszt előtti robbantást hajtottak végre 108 tonna TNT és a hozzáadott 37 TBq sugárzású, a Hanford reaktorból származó hasadási termékek felhasználásával. Az aktuális teszthez a plutónium magos szerkezetet egy 30 méter magas torony tetejére vontatták fel.
A szerkezetet Rudolf Peierls szerelte össze a közeli McDonald farmházban, július 13-án. Az alkatrészek július 12-én érkeztek meg. Az összerakás utáni napon csörlővel felemelték a toronyba. Groves tábornok parancsára egy 214 tonnás acéltartályt készítettek ("Jumbó"-nak nevezték el), az értékes plutónium visszanyerése céljából, arra az esetre, ha az 5 tonna hagyományos robbanószer képtelen lett volna azt a kritikus tömegre összenyomni. A tartályt nagy kiadások mellett a pennsylvaniai Pittsburghben építették meg, és vasúton szállították a helyszínre, azonban mire megérkezett, a tudósok elég biztosak voltak abban, hogy nem lesz rá szükség. Ehelyett egy acéltoronyra szerelték 730 méterre a bombától, a robbanás pusztító erejének hozzávetőleges felmérése céljából. Végül is a torony elpusztult, a Jumbo viszont nem.
A robbantás időpontját eredetileg hajnali 4 órára tervezték, azonban eső és villámlások miatt elhalasztották. Attól tartottak, hogy a sugárzási és kihullási veszélyt nagyban megnöveli az eső, a villámlás pedig hozzájárulhat a szerkezet véletlen felrobbanásához.

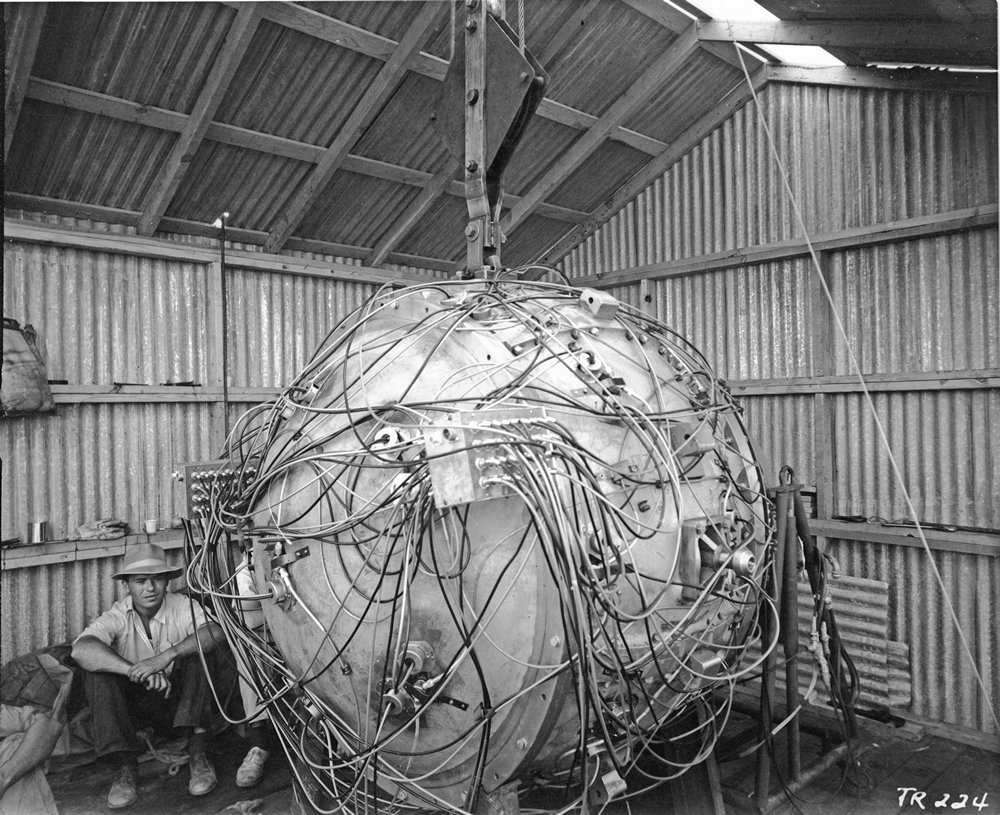
A részlegesen összeszerelt bomba
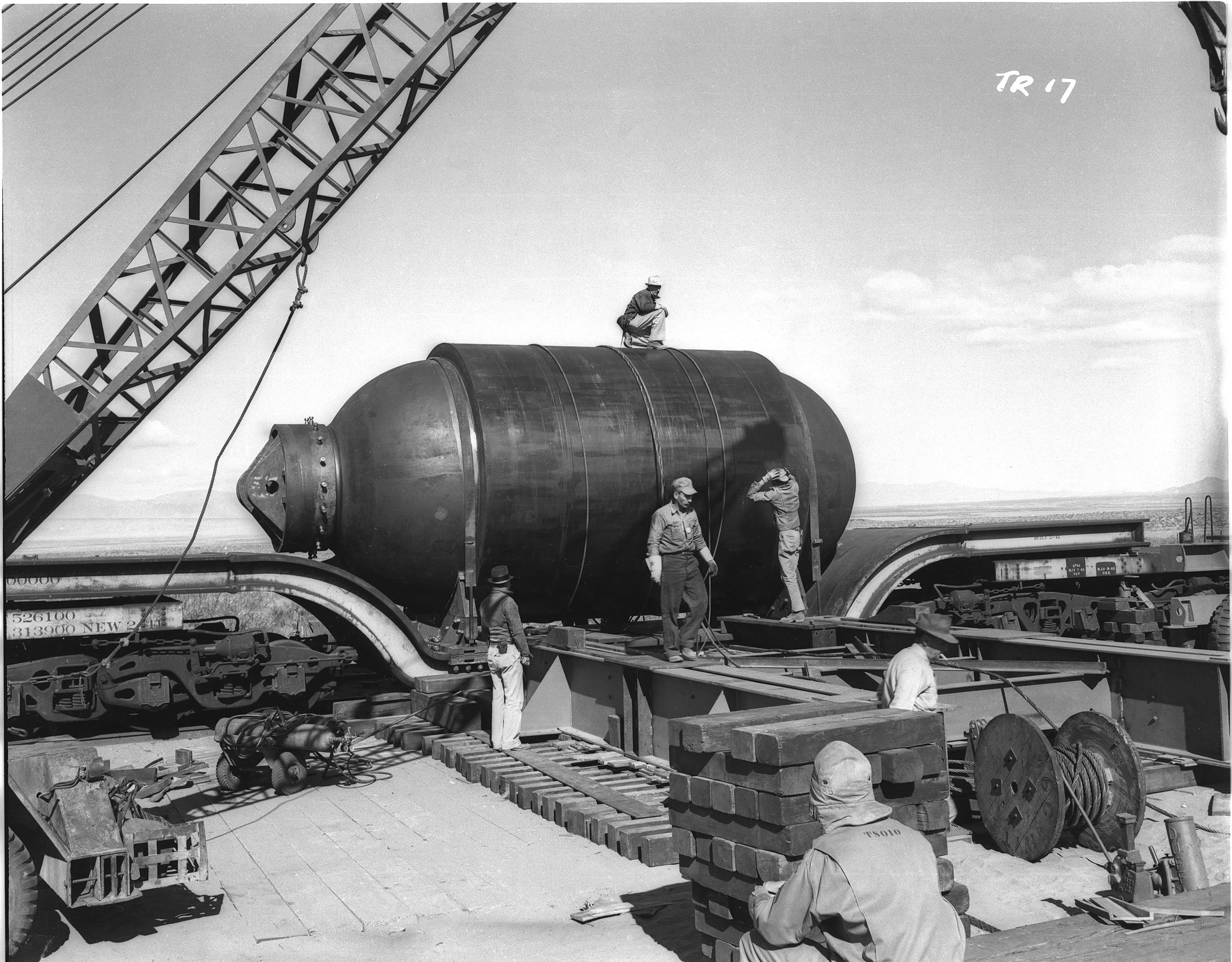
A Jumbo berendezés a teszt előtt
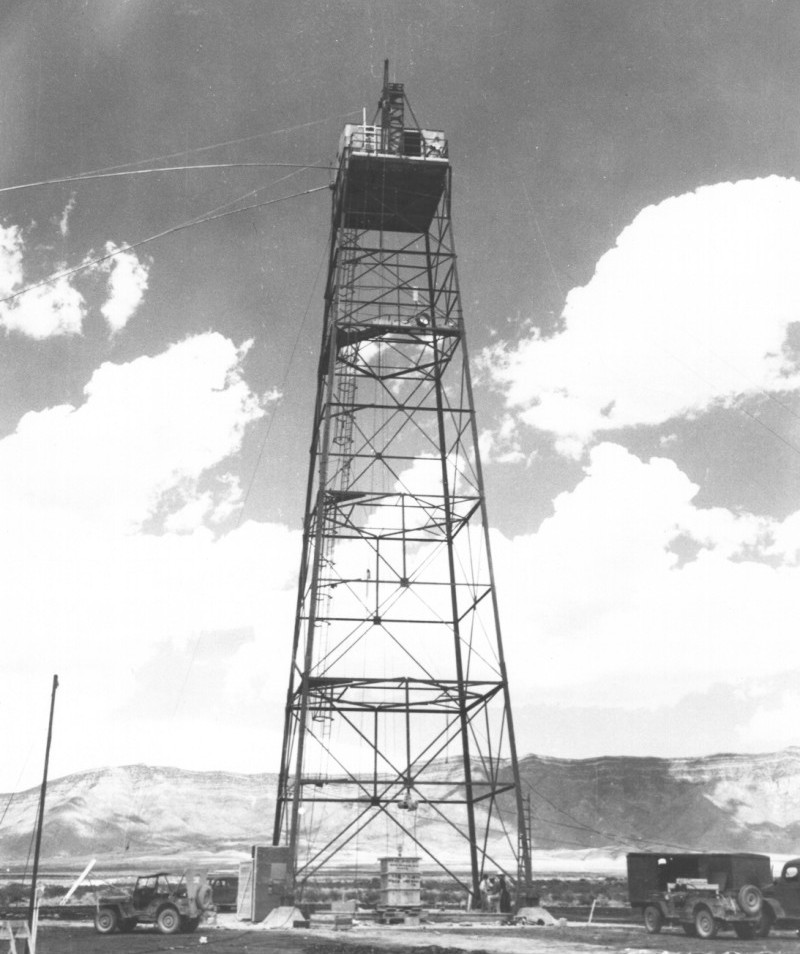
A teszt számára épített 30 méter magas torony, aminek a tetején helyezték el a bombát
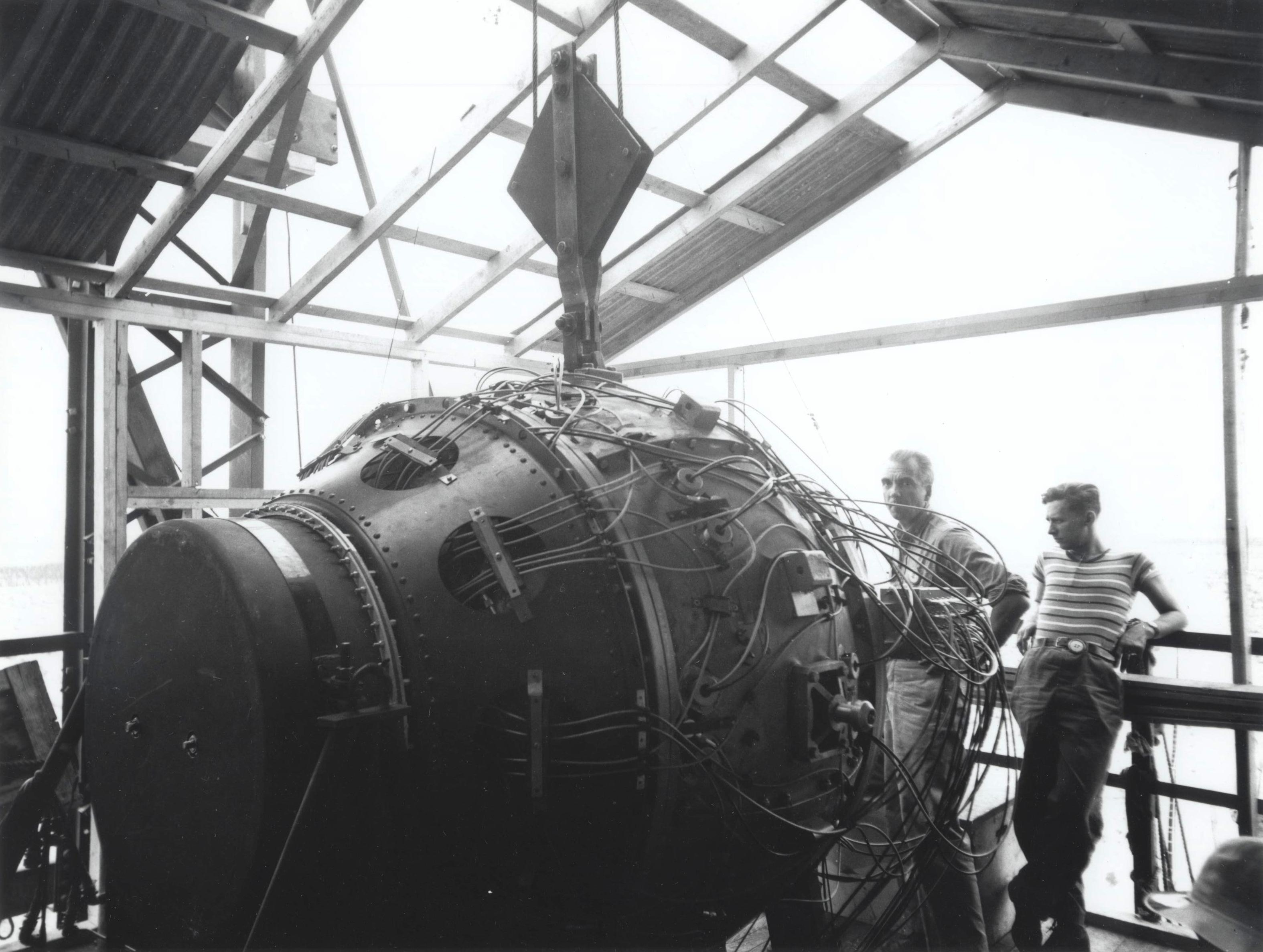
A teljesen összeszerelt bomba a toronyban, robbantásra készen

## A robbanás
4 óra 45 perckor kedvező időjárás jelentés érkezett és 5 óra 10 perckor kezdetét vette a 20 perces visszaszámlálás. A tornyot öt katona őrizte. Náluk volt a gyújtás indítását gátló lakat kulcsa. Ezért, ha nem értek volna vissza biztonságosan, nem lett volna indítható a robbantás. A legtöbb magas szintű tudós és katonatiszt, így Oppenheimer és Thomas Farrell dandártábornok a toronytól 16 kilométerre délnyugatra elhelyezkedő alaptáborból figyelték a tesztet. Sokan mások több mint 30 kilométer távol tartózkodtak és néhányan különböző távolságokban szétszóródva foglaltak helyet, egyesek nem előírásos helyeken. Richard Feynman volt az egyedüli személy, aki a sötét védőszemüveg nélkül nézte a robbanást, ehelyett egy gépkocsi szélvédője mögött védte magát a káros ultraibolya sugaraktól. Egy részeg katona az ágyán feküdt, nem tudott az eseményről, és a robbanás fényétől három vagy négy napra megvakult. A végső visszaszámlálást Samuel K. Allison olvasta.
Helyi idő szerint 05:29:45-kor a bomba felrobbant, körülbelül 20 kilotonna TNT (90 TJ) egyenértéknek megfelelő energiahozammal. Egy 3 méter mély és 330 méter széles radioaktív üvegből álló krátert hagyott maga után a sivatagban. A robbanás pillanatát követő 1-2 másodpercben a környező hegyeket a nappali fénynél is erősebb fény világította meg és az alaptáborban a hőmérséklet egy sütőéhez volt hasonló (ahogy mondták: aznap kétszer kelt fel a Nap). A megfigyelt színek bíbortól zöldig és fehérig változtak. A robbanás moraja 40 másodperc múlva ért el a megfigyelőkhöz. A lökéshullámot 160 kilométer távolságban is érezni lehetett. A jelenlévők meglepően kicsinek érezték a lökéshullámot. A jelen lévő Groves tábornok ezt azzal magyarázta, hogy a robbanás által keltett hihetetlen nagyságú fény úgy lenyűgözte őket, hogy képtelenek voltak más egyebet érzékelni. Kenneth Bainbridge kifakadt: „Most mindannyian gazemberek lettünk”. Oppenheimer a Bhagavad-gíta egyik mondatát idézte: „Szólt a Magasztos Úr: Most én vagyok a Halál, világok pusztítója” A gombafelhő 12 kilométeres magasságot ért el. A kráterben a nagyrészt szilícium-dioxidból álló sivatagi homok megolvadt és enyhén radioaktív világoszöld üveggé alakult; ezt trinititnek nevezték el.

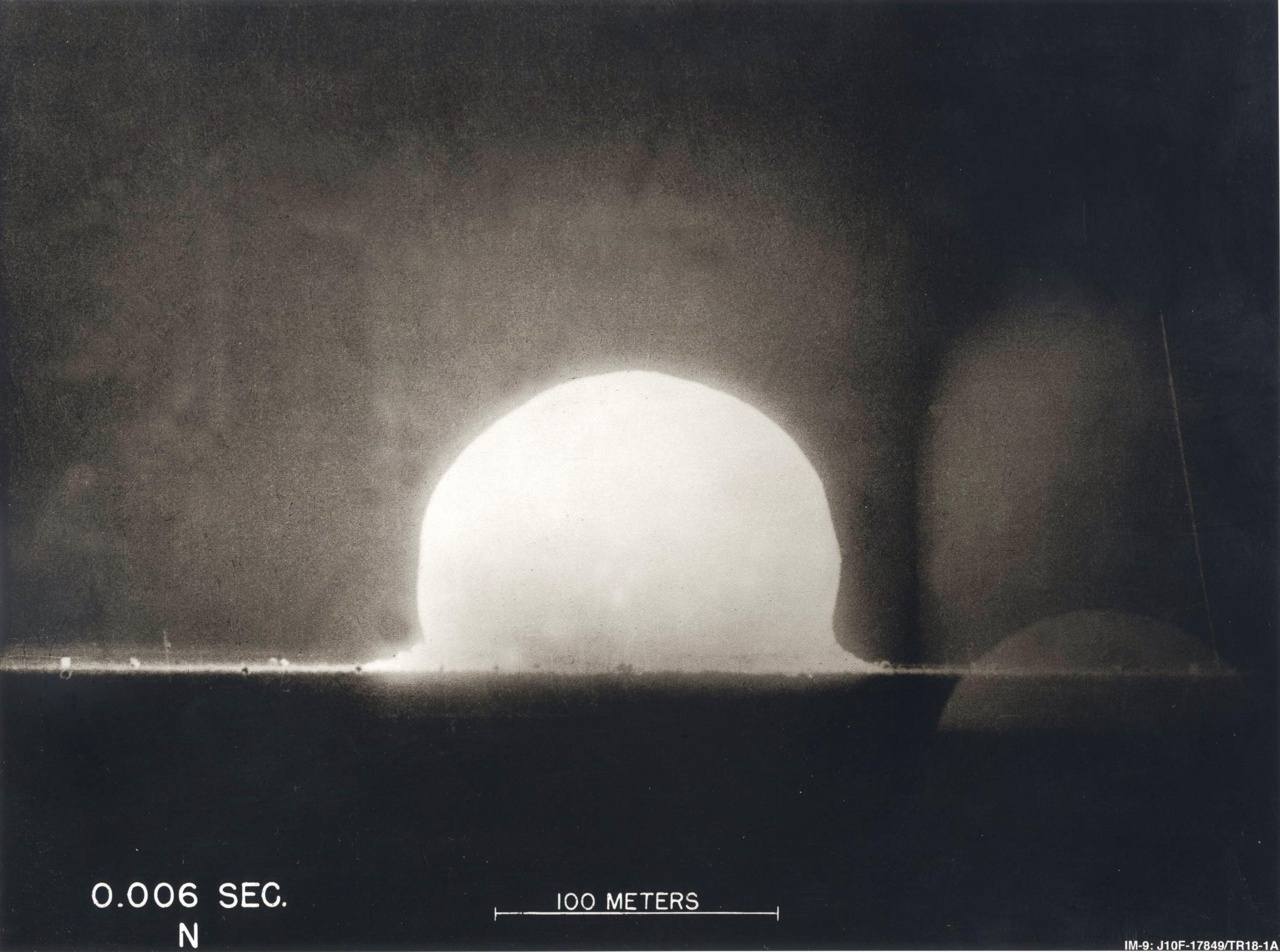
A felrobbantott bomba tűzgolyójának növekedése. A detonációt követően 0,006 másodperccel
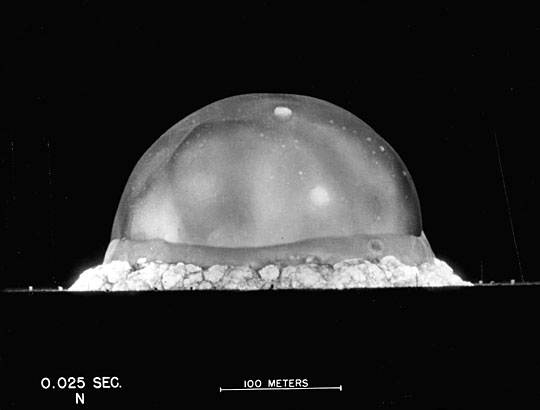
A robbantás után 0,025 másodperccel
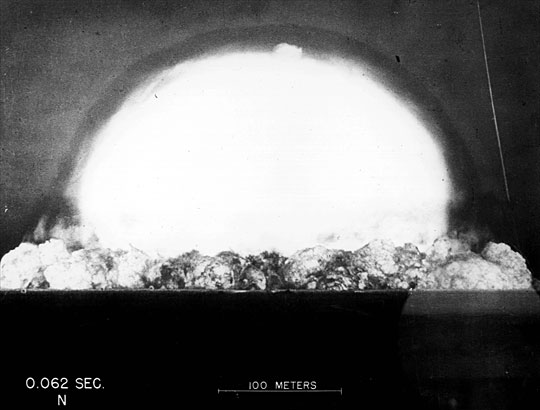
A robbantás után 0,062 másodperccel
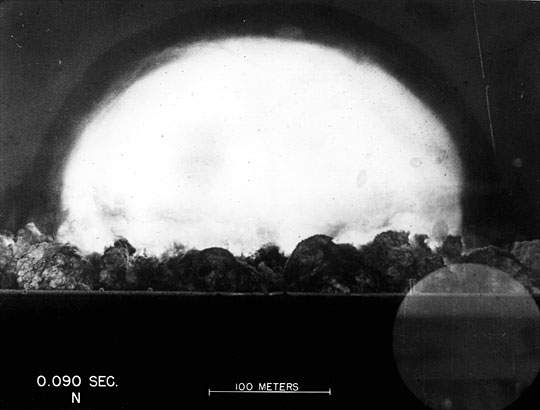
A robbantás után 0,090 másodperccel

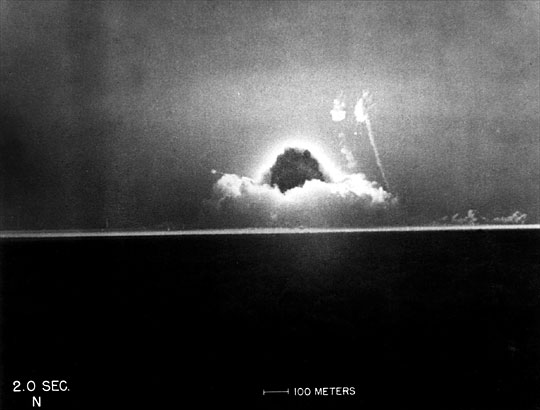
A kialakuló gombafelhő terjedése. A robbantás után 2 másodperccel
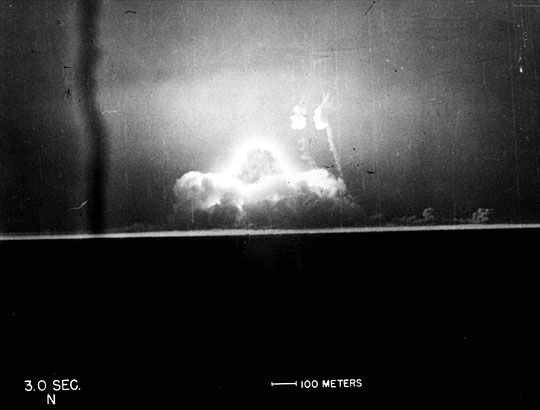
A robbantás után 3 másodperccel
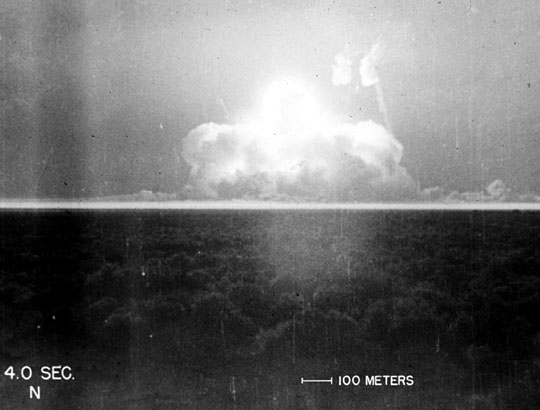
A robbantás után 4 másodperccel
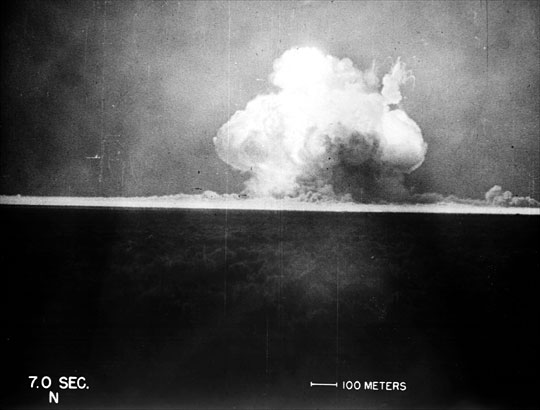
A robbantás után 7 másodperccel

## Fordítás
- Ez a szócikk részben vagy egészben  a   Trinity (nuclear test) című angol Wikipédia-szócikk ezen változatának fordításán alapul.  Az eredeti cikk szerkesztőit annak laptörténete sorolja fel. Ez a jelzés csupán a megfogalmazás eredetét és a szerzői jogokat jelzi, nem szolgál a cikkben szereplő információk forrásmegjelöléseként.